# Pieve di Rivoschio
Pieve di Rivoschio è una frazione del comune collinare di Sarsina situata presso le origini del Rio Freddo, fra le valli del Borello e del Bidente, a 34km sia da Forlì sia da Cesena. 
La frazione è composta da alcuni antichi insediamenti: Pieve, Rivoschio Vecchio, Gamberuccio, Castellonchio, Raggio, Casalbono e da case sparse.

## Storia
Nominato anche Rivosci, fu concesso da Federico II nel 1220 alla chiesa sarsinate. Nel 1378 venne poi infeudato a Nicola Malatesta di Giaggiolo, riconfermandoglielo nel 1400. Nel 1451 passò a Gian Francesco Guidi di Bagno..
Fu, unitamente a Cusercoli, sede di un governatore fino al 1797.
Alla fine del XIX secolo fu un importante centro per lo sviluppo del socialismo rivoluzionario. Conservando questa forte passione per la politica tutta la sezione socialista di Pieve di Rivoschio nel 1920 aderì alla Circolare Marabini-Graziadei e nel 1921 confluì nel neonato Partito Comunista d'Italia.
Pieve di Rivoschio giocò un ruolo di grande rilievo durante la Guerra di liberazione in quanto sede del Comando dell'8ª Brigata Garibaldi. Nel settembre 1943 la località fu scelta da un gruppo di reduci della guerra di Spagna per insediarvi il primo nucleo partigiano del territorio cesenate. La banda, comprendente giovani di Cesenatico e Ravenna, e slavi fuggiti dal campo di concentramento di Renicci, contava 40 partigiani ed era guidata da Salvatore Auria, antifascista siciliano già confinato politico. La popolazione diede da subito appoggio e, quando il 16 novembre un forte contingente di militari tedeschi si avvicinò Pieve di Rivoschio, avvisò per tempo i partigiani che riuscirono a sottrarsi al rastrellamento. Di conseguenza la popolazione subì rappresaglie, con l’incendio del dopolavoro e l’arresto di 23 abitanti, imprigionati a Forlì e poi liberati, ad eccezione del parroco don Pietro Paternò che aveva ammesso la collaborazione con i partigiani. Quest’ultimo il 6 dicembre 1943 fu deportato al campo di concentramento di Dachau dal quale tornò in gravi condizioni fisiche, morendo poche settimane dopo il rientro in Italia. Dal giugno 1944 il comando dell’8ª Brigata Garibaldi si installò nella località Campofiore, due chilometri fuori Pieve di Rivoschio. Il 17 luglio 1944 militi del IV battaglione della polizia italo-tedesca rastrellarono l’area e, dal 18 al 21 agosto il rastrellamento ebbe esiti drammatici per la popolazione, come testimonia la lapide poste a Meldola e all’ingresso del Parco della Pace. Una dura battaglia fra tedeschi e partigiani si svolse poi dal 29 settembre al 2 ottobre 1944. 
A Pieve di Rivoschio nacque Adamo Zanelli, combattente in Spagna in difesa della Repubblica, capo partigiano e Segretario della Federazione forlivese del PCI dal 1943 al 1947.

## Economia

### Agricoltura
La località ha per unica risorsa l'agricoltura in cui eccelle nella produzione delle castagne. La nota Sagra della castagna si tiene ogni anno nella seconda metà di ottobre.

### Turismo
Nell'anfiteatro del Parco della Pace ogni estate si tengono rappresentazioni teatrali inserite nell'ambito del Festival plautino.
Pieve di Rivoschio è anche una meta molto ambita dai cicloturisti, che amano misurarsi con le forti pendenze delle strade. È una delle terribili salite della gara ciclistica "Nove Colli".